# ひらけゆく町
『ひらけゆく町』（ひらけゆくまち）は、NHK教育テレビジョンで1970年4月10日から1973年3月13日まで放送されていた小学3年生向けの学校放送（教科：社会科）である。当初はモノクロ放送だったが、1971年4月からカラー放送になった。

## 概要
青空新聞社の新人記者・浜村海太（演 - 須永慶）が社長の大滝昇とともに町を歩き、そこで起きた小さな出来事から市政に至るまでを取材するという体で進行。時には公害問題などを取り上げることもあった。
千葉県市原市周辺が舞台。

## 放送時間
| 期間                          | 放送時間                                                        |
| ----------------------------- | --------------------------------------------------------------- |
| 1970年4月10日 - 1973年3月13日 | 火曜日 13:20 - 13:40 初回のみ再放送枠である金曜日9:50枠で放送。 |

別の時間帯での再放送あり。

## 出演者
- 浜村海太 - 須永慶[注釈 1]
- 松村彦次郎
- 青木和子
- 山本健
- 両角幸代
- 岩金栄
- 川島浩
- 陶隆
- 原ひさ子

## 放送リスト

### 1970年度
| 回 | タイトル                                     | 放送日           |
| -- | -------------------------------------------- | ---------------- |
| 1  | こちら青空新聞社                             | 1970年04月10日   |
| 2  | ぼくらの町（1） - ただいま14万人 -           | 1970年04月21日   |
| 3  | ぼくらの町（2） - 海にできた工場 -           | 1970年04月28日   |
| 4  | ぼくらの町（3） - 新しいだん地 -             | 1970年05月12日   |
| 5  | ぼくらの町（4） - 養老川をさかのぼる -       | 1970年05月19日   |
| 6  | 200メートルの煙突                            | 1970年05月26日   |
| 7  | 小さな工場                                   | 1970年06月02日   |
| 8  | さんぎょうどうろ                             | 1970年06月09日   |
| 9  | フェリー・ボート                             | 1970年06月16日   |
| 10 | 山の牧場                                     | 1970年06月23日   |
| 11 | きょうどうたうえ                             | 1970年06月30日   |
| 12 | 駅前商店がい                                 | 1970年07月07日   |
| 13 | だん地の商店                                 | 1970年07月14日   |
| 14 | なくなった海水浴場                           | 1970年09月01日   |
| 15 | 化学消防車                                   | 1970年09月08日   |
| 16 | 消防団                                       | 1970年09月22日 - |
| 17 | パトロールカー                               | 1970年09月29日   |
| 18 | 走るけんしん車                               | 1970年10月06日   |
| 19 | こうがいけいほう                             | 1970年10月13日   |
| 20 | 秋の身体けんさ                               | 1970年10月20日   |
| 21 | 食ちゅうどくけいほう                         | 1970年10月27日   |
| 22 | かれた井戸                                   | 1970年11月10日   |
| 23 | バキュームカーの一日                         | 1970年11月17日   |
| 24 | だん地の学校                                 | 1970年11月24日   |
| 25 | 山の分校                                     | 1970年12月01日   |
| 26 | 新しい学校                                   | 1970年12月08日   |
| 27 | 交通事故                                     | 1970年12月15日   |
| 28 | おたよりありがとう                           | 1970年12月22日   |
| 29 | 養老川の流れ（1） - 川船の盛かんだったころ - | 1971年01月08日   |
| 30 | 養老川の流れ（2） - 鉄道の開通 -             | 1971年01月19日   |
| 31 | 養老川の流れ（3） - 川まわし -               | 1971年01月26日   |
| 32 | 養老川の流れ（4） - 鉄道から道路へ -         | 1971年02月02日   |
| 33 | 海のうつりかわり（1） - のりひびのころ -     | 1971年02月09日   |
| 34 | 海のうつりかわり（2） - サンド・ポンプ -     | 1971年02月16日   |
| 35 | 海のうつりかわり（3） - 消えた漁村 -         | 1971年02月23日   |
| 36 | 東京湾を渡る橋                               | 1971年03月02日   |
| 37 | こどもの国                                   | 1971年03月09日   |
| 38 | 新しい町づくり                               | 1971年03月16日   |

### 1971年度
| 回 | タイトル                                     | 初回放送日     |
| -- | -------------------------------------------- | -------------- |
| 1  | こちら青空新聞社                             | 1971年04月09日 |
| 2  | ぼくらの町（1） - けんぼうの住む町 -         | 1971年04月20日 |
| 3  | ぼくらの町（2） - 2００メートルの煙突 -      | 1971年04月27日 |
| 4  | ぼくらの町（3） - 新しい団地 -               | 1971年05月04日 |
| 5  | ぼくらの町（4） - 養老川をさかのぼる -       | 1971年05月11日 |
| 6  | ぼくらの町（5） - ただいま16万人 -           | 1971年05月18日 |
| 7  | 大きな造船所                                 | 1971年05月25日 |
| 8  | 山道を走るマイクロバス                       | 1971年06月01日 |
| 9  | 花をつくる農家                               | 1971年06月08日 |
| 10 | 山の牧場                                     | 1971年06月15日 |
| 11 | さんぎょうどうろ                             | 1971年06月22日 |
| 12 | フェリーボート                               | 1971年06月29日 |
| 13 | 駅前商店がい                                 | 1971年07月06日 |
| 14 | おたよりありがとう                           | 1971年07月13日 |
| 15 | けんぼうの夏休み日記                         | 1971年09月03日 |
| 16 | 食ちゅうどくけいほう                         | 1971年09月14日 |
| 17 | 走るけんしん車                               | 1971年09月21日 |
| 18 | 化学消防車                                   | 1971年09月28日 |
| 19 | 消防団                                       | 1971年10月05日 |
| 20 | パトロールカー                               | 1971年10月12日 |
| 21 | 交通安全                                     | 1971年10月19日 |
| 22 | かれた井戸                                   | 1971年10月26日 |
| 23 | バキュームカーの1日                          | 1971年11月02日 |
| 24 | こうがいけいほう                             | 1971年11月09日 |
| 25 | 市会議員さん                                 | 1971年11月16日 |
| 26 | 新しい学校                                   | 1971年11月30日 |
| 27 | 山の分校                                     | 1971年12月07日 |
| 28 | おたよりありがとう                           | 1971年12月07日 |
| 29 | 養老川の流れ（1） - 川船のさかんだったころ - | 1972年01月11日 |
| 30 | 養老川の流れ（2） - ピッポー馬車 -           | 1972年01月18日 |
| 31 | 養老川の流れ（3） - 鉄道の開通 -             | 1972年01月25日 |
| 32 | 養老川の流れ（4） - 鉄道から道路へ -         | 1972年02月01日 |
| 33 | 海のうつりかわり（1） - のりひびの立つ海 -   | 1972年02月08日 |
| 34 | 海のうつりかわり（2） - サンドポンプ -       | 1972年02月15日 |
| 35 | 海のうつりかわり（3） - 消えた漁村 -         | 1972年02月22日 |
| 36 | 東京湾をわたる橋                             | 1972年02月29日 |
| 37 | 新しい町づくり                               | 1972年03月07日 |
| 38 | おたよりありがとう                           | 1972年03月14日 |

### 1972年度
| 回 | タイトル                                     | 初回放送日     |
| -- | -------------------------------------------- | -------------- |
| 1  | こちらあおぞら新聞社                         | 1972年04月11日 |
| 2  | ぼくらの町（1） - けんぼうの住む町 -         | 1972年04月18日 |
| 3  | ぼくらの町（2） - 海岸の工場 -               | 1972年04月25日 |
| 4  | ぼくらの町（3） - 2万人の団地 -              | 1972年05月02日 |
| 5  | ぼくらの町（4） - 養老川をさかのぼる -       | 1972年05月09日 |
| 6  | ぼくらの町（5） - ただいま17万人 -           | 1972年05月16日 |
| 7  | 大きな造船所                                 | 1972年05月23日 |
| 8  | 朝のつうきんバス                             | 1972年05月30日 |
| 9  | 山道を走るマイクロバス                       | 1972年06月06日 |
| 10 | ひとりぐらしのおばあさん                     | 1972年06月13日 |
| 11 | 花をつくる農家                               | 1972年06月20日 |
| 12 | 駅前商店がい                                 | 1972年06月27日 |
| 13 | さんぎょうどうろとフェリーボート             | 1972年07月04日 |
| 14 | おたよりありがとう                           | 1972年07月11日 |
| 15 | 化学しょうぼう車                             | 1972年09月01日 |
| 16 | パトロールカー                               | 1972年09月12日 |
| 17 | 交通安全                                     | 1972年09月19日 |
| 18 | かれたいど                                   | 1972年09月26日 |
| 19 | けんしん車がやってくる                       | 1972年10月03日 |
| 20 | しょうぼうだん                               | 1972年10月17日 |
| 21 | バキュームカ -                               | 1972年10月24日 |
| 22 | ごみの山                                     | 1972年10月31日 |
| 23 | こうがいけいほう                             | 1972年11月07日 |
| 24 | こうがいをなくそう                           | 1972年11月14日 |
| 25 | 山の分校                                     | 1972年11月21日 |
| 26 | 市会議員さん                                 | 1972年11月28日 |
| 27 | ぜい金のゆくえ                               | 1972年12月05日 |
| 28 | 広報“いちはら”                               | 1972年12月12日 |
| 29 | おたよりありがとう                           | 1972年12月19日 |
| 30 | 養老川の流れ（1） - 川船のさかんだったころ - | 1973年01月09日 |
| 31 | 養老川の流れ（2） - 鉄道の開通 -             | 1973年01月23日 |
| 32 | 養老川の流れ（3） - 鉄道から道路へ -         | 1973年01月30日 |
| 33 | 海のうつりかわり（1） - のりのきねんひ -     | 1973年02月06日 |
| 34 | 海のうつりかわり（2） - のりひびの立つ海 -   | 1973年02月13日 |
| 35 | 海のうつりかわり（3） - サンドポンプ -       | 1973年02月20日 |
| 36 | 海のうつりかわり（4） - きえた漁村 -         | 1973年02月27日 |
| 37 | 新しい町づくり                               | 1973年03月06日 |
| 38 | おたよりありがとう                           | 1973年03月13日 |